# Francisco Córdoba
Francisco Córdoba, (Pueblo Rico, Risaralda, Colombia; 8 de septiembre de 1988) o conocido simplemente cómo Pacho Córdoba, es un futbolista colombiano qué juega de lateral derecho, y es agente libre desde el 2020.     

## Trayectoria

### Deportivo Pereira
- Debutó con el Pereira cuando tenía 16 años, un destacado jugador con el equipo matecaña durante 5 temporadas disputando más de 140 partidos en donde marcó 6 goles en el torneo finalización 2011.

### Independiente Medellín
- Es trasferido al Deportivo Independiente Medellín para disputar la temporada 2011. donde jugó 13 partidos con una destacada actuación, se mantiene hasta diciembre por poca regularidad.

### Cúcuta Deportivo
- Para enero de 2012 se marcha al Cucutá Deportivo donde jugó 17 partidos esta hasta junio por deciones técnicas.

### Regreso al Pereira
- regresa al Deportivo Pereira tras 1 año a fuera del club matecaña regresa otra vez y juega 35 partidos anotando 4 goles.

### Atlético Huila
- para julio de 2013 llega a su carto club en la liga colombiana el Atlético Huila allí esta todo un año pero sin jugar mucho y decide salir del club.

### La Equidad
- llega ala capital para incorporarse al club Seguros La Equidad donde solo jugó 7 partidos, el jugador decide salir del club.

### Charlotte Independence
- tras dos temporadas no tan buenas llega su primera experiencia en el fútbol internacional en la tercera división de Estados Unidos en Charlotte Independence allí solo juega 1 partido decide renunciar al club.

### Deportivo Pasto
- Regresa a Colombia para jugar con el Deportivo Pasto en donde tuvo continuidad y siendo titular en todos los 20 juegos del campeonato anotó su primer gol con el club el 25 de julio del 2016. es tenido en cuenta para jugar la temporada 2016 en donde ha tenido destacadas actuaciones.

## Clubes
| Club                   | País           | Año         |
| ---------------------- | -------------- | ----------- |
| Deportivo Pereira      | Colombia       | 2006 - 2011 |
| Independiente Medellín | Colombia       | 2011        |
| Cúcuta Deportivo       | Colombia       | 2012        |
| Deportivo Pereira      | Colombia       | 2012 - 2013 |
| Atlético Huila         | Colombia       | 2013 - 2014 |
| La Equidad             | Colombia       | 2014        |
| Charlotte Independence | Estados Unidos | 2015        |
| Deportivo Pasto        | Colombia       | 2015 - 2017 |
| Deportivo Pereira      | Colombia       | 2018 - 2020 |

## Estadísticas
| Club                                  | Div.          | Temporada     | Liga  | Liga  | Copa Nacional | Copa Nacional | Copa Internacional | Copa Internacional | Total | Total |
| Club                                  | Div.          | Temporada     | Part. | Goles | Part.         | Goles         | Part.              | Goles              | Part. | Goles |
| ------------------------------------- | ------------- | ------------- | ----- | ----- | ------------- | ------------- | ------------------ | ------------------ | ----- | ----- |
| Deportivo Pereira · Colombia          |               |               |       |       |               |               |                    |                    |       |       |
| 1.ª                                   | 2006          | 10            | 0     | —     | —             | —             | —                  | 10                 | 0     |       |
| 1.ª                                   | 2007          | 4             | 0     | —     | —             | —             | —                  | 4                  | 0     |       |
| 1.ª                                   | 2008          | 31            | 1     | 0     | 0             | —             | —                  | 31                 | 1     |       |
| 1.ª                                   | 2009          | 29            | 1     | 1     | 1             | —             | —                  | 30                 | 2     |       |
| 1.ª                                   | 2010          | 28            | 1     | 0     | 0             | —             | —                  | 28                 | 1     |       |
| 1.ª                                   | 2011          | 16            | 2     | 3     | 0             | —             | —                  | 19                 | 2     |       |
| 2.ª                                   | 2012          | 21            | 1     | 0     | 0             | —             | —                  | 21                 | 1     |       |
| 2.ª                                   | 2013          | 9             | 2     | 5     | 1             | —             | —                  | 14                 | 3     |       |
| 2.ª                                   | 2018          | 32            | 1     | 3     | 0             | —             | —                  | 35                 | 1     |       |
| 2.ª                                   | 2019          | 35            | 3     | 1     | 0             | —             | —                  | 36                 | 3     |       |
| Total club                            | Total club    | 215           | 11    | 13    | 2             | 0             | 0                  | 228                | 14    |       |
| Independiente Medellín · Colombia     |               |               |       |       |               |               |                    |                    |       |       |
| 1.ª                                   | 2011          | 13            | 0     | —     | —             | —             | —                  | 13                 | 0     |       |
| Total club                            | Total club    | 13            | 0     | 0     | 0             | 0             | 0                  | 13                 | 0     |       |
| Cúcuta Deportivo · Colombia           |               |               |       |       |               |               |                    |                    |       |       |
| 1.ª                                   | 2012          | 14            | 0     | 3     | 0             | —             | —                  | 17                 | 0     |       |
| Total club                            | Total club    | 14            | 0     | 3     | 0             | 0             | 0                  | 17                 | 0     |       |
| Atlético Huila · Colombia             |               |               |       |       |               |               |                    |                    |       |       |
| 1.ª                                   | 2013          | 13            | 2     | —     | —             | —             | —                  | 13                 | 2     |       |
| 1.ª                                   | 2014          | 5             | 1     | —     | —             | —             | —                  | 5                  | 1     |       |
| Total club                            | Total club    | 18            | 3     | 0     | 0             | 0             | 0                  | 18                 | 3     |       |
| La Equidad · Colombia                 |               |               |       |       |               |               |                    |                    |       |       |
| 1.ª                                   | 2014          | 4             | 0     | 3     | 0             | —             | —                  | 7                  | 0     |       |
| Total club                            | Total club    | 4             | 0     | 3     | 0             | 0             | 0                  | 7                  | 0     |       |
| Charlotte Independence Estados Unidos |               |               |       |       |               |               |                    |                    |       |       |
| 3.ª                                   | 2015          | 1             | 0     | —     | —             | —             | —                  | 1                  | 0     |       |
| Total club                            | Total club    | 1             | 0     | 0     | 0             | 0             | 0                  | 1                  | 0     |       |
| Deportivo Pasto · Colombia            |               |               |       |       |               |               |                    |                    |       |       |
| 1.ª                                   | 2015          | 19            | 1     | 1     | 0             | —             | —                  | 20                 | 1     |       |
| 1.ª                                   | 2016          | 34            | 1     | 2     | 0             | —             | —                  | 36                 | 1     |       |
| 1.ª                                   | 2017          | 13            | 1     | 6     | 0             | —             | —                  | 19                 | 1     |       |
| Total club                            | Total club    | 66            | 3     | 9     | 0             | 0             | 0                  | 75                 | 3     |       |
| Total carrera                         | Total carrera | Total carrera | 302   | 15    | 28            | 2             | 0                  | 0                  | 330   | 17    |

## Palmarés

### Campeonatos nacionales
| Título    | Clunb             | País     | Año  |
| --------- | ----------------- | -------- | ---- |
| Primera B | Deportivo Pereira | Colombia | 2019 |